# Edward Skorek
Edward Skorek (Tomaszów Mazowiecki, 13 de junho de 1943) é um ex-jogador de voleibol da Polônia que competiu nos Jogos Olímpicos de 1968, 1972 e 1976.
Skorek fez a sua estreia em Olimpíadas nos jogos de 1968, atuando em todos os nove confrontos e terminando na quinta posição com o conjunto polonês. Em 1972, ele participou de seis jogos e o time polonês finalizou na nona colocação na competição olímpica. Quatro anos depois, ele fez parte da equipe polonesa que conquistou a medalha de ouro no torneio olímpico de 1976, no qual jogou em todas as seis partidas. Após a carreira de jogador, Edward trabalhou como técnico de alguns times da Europa. Atualmente, é o treinador principal da Universidade de Varsóvia.